# Monique Sioui
Pour les articles homonymes, voir Sioui.
Monique Sioui, née à Wendake au Québec, le 7 avril 1951 et a grandi à Odanak et est décédée à Val-d'Or, le 18 octobre 1997. Monique Sioui fut une militante des droits des femmes et des enfants autochtones. Elle fut la sœur de l'artiste Christine Sioui-Wawanoloath, la tante de l'ex député péquiste Alexis Wawanoloath et parente de l'ancien lecteur de nouvelles et animateur de radio-télévision Jean-Paul Nolet. Cette militante fut Wendate par son père et Abénakise par sa mère. Elle a été la femme de Richard Kistabish avec qui elle a eu deux enfants.

## Biographie
Monique Sioui a étudié chez les Sœurs Grises de la Croix et les Sœurs de l'Assomption de Nicolet. Elle a été enseignante au Collège Manitou de 1972 à 1976. Elle y enseignait les techniques d'imprimerie.
Monique Sioui est une des fondatrices de l’association des Femmes autochtones du Québec, elle en fut la présidente en 1976. Sous son mandat, une tournée et deux enquêtes furent initiées au Québec. La première enquête portait sur l'adoption des enfants indiens par les non-indiens. La seconde étude qu'elle mène s'intitule «Réveille-toi femme autochtone» et porte sur les articles discriminatoire de la Loi sur les Indiens. Il y est entre autres recommandé que les femmes autochtones ne perdent plus leur statut quand elles marient un non-indien.
En 1980, elle se rend aux Pays-Bas pour la 4e rencontre du Tribunal Russell où elle dénonce l’aspect discriminatoire de la Loi sur les Indiens.
En juin 1981, alors qu'elle est à l'emploi du Conseil algonquin du Québec, Monique Sioui se rend à Listuguj avec 26 personnes représentant neuf communautés algonquines du Nord-Ouest québécois, le docteur Roland Chamberland et l'anthropologue Rémi Savard pour collaborer à une enquête sur les conséquences psychologiques et physiques des interventions policières lors du Raid de Restigouche.
En 1982, alors que vient d’être fondée la Société de bien-être de Kitcisakik. Monique Sioui soutient le Conseil algonquin dans la mise en place de cet organisme qui doit œuvrer dans les domaines de la santé physique et mentale, de la vie sociale et culturelle des Algonquins du Grand Lac Victoria-Kitcisakik. Elle s'établit dans la communauté et s'investit pour lutter contre la violence conjugale envers les femmes et pour la santé des enfants. En 1987, elle crée Odahi, un regroupement qui organise la première conférence régionale de l'Abitibi-Témiscamingue sur la condition de vie des femmes et des enfants.Pour souligner sa grande contribution au mieux être des communautés autochtones, elle reçut en 1998, à titre posthume, le Prix Droits et Libertés de la Commission des droits de la personne et des droits de la jeunesse,.
Elle s'implique aussi au Centre d'amitié autochtone de Val-d'Or.
Atteinte d'un cancer virulent, elle meurt à Val-d'Or le 18 octobre 1997 à l'âge de 46 ans. Elle est inhumée à Odanak,.

## Citations
«Tous les leaders de la communauté indienne sont mariés à des Blanches. Qu'est-ce qu'ils connaissent du problème des Indiennes?»
«Il n’y a rien qui peut arrêter la vérité.»